# Quincampoix
Quincampoix – miejscowość i gmina we Francji, w regionie Normandia, w departamencie Sekwana Nadmorska.
Według danych na rok 1990 gminę zamieszkiwało 2107 osób, a gęstość zaludnienia wynosiła 104 osoby/km² (wśród 1421 gmin Górnej Normandii Quincampoix plasuje się na 110. miejscu pod względem liczby ludności, natomiast pod względem powierzchni na miejscu 52.).